# 愛德華·孫
愛德華·瓦西里耶維奇·孫（俄語：Эдуард Васильевич Сон，羅馬化：Eduard Vasil'yevich Son，1964年9月18日—）是一名退役的朝鮮族血統蘇聯和哈薩克職業足球員。他現在住在法國。

## 家庭
他在斯摩棱斯克遇見了他的妻子瑪麗娜。長子是葉夫根尼（1989年出生，以第聶伯羅前教練葉夫根尼·庫切列夫斯基的名字命名），最小的是安德烈（1993年出生）。

## 外部連結
- Career summary by KLISF （页面存档备份，存于）